# Faruk Süren

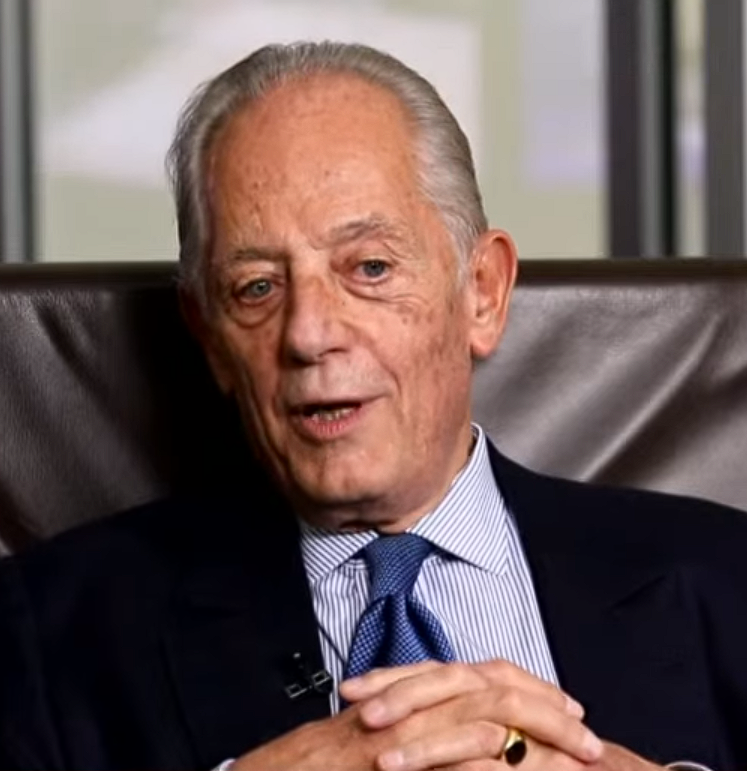
Faruk Süren

Faruk Süren (Istanboel, 28 juli 1945) is een voormalig voorzitter van Galatasaray SK, Hij is een bekende zakenman in Turkije.
Vanaf 1996 tot en met 2001 was Süren voorzitter. Hij volgde Alp Yalman op, die in 1996 ontslag nam. De opvolger van Faruk was Mehmet Cansun. Zijn vader is Syrisch-Italiaans, zijn moeder was Bosnisch.

## Erelijst
Süren won met Galatasaray de UEFA Cup en de UEFA Super Cup, was viermaal kampioen in de Süper Lig en won driemaal de Turkse beker en tweemaal de Turkse supercup.

## Trainers onder Süren
- Fatih Terim
- Mircea Lucescu